# Claudio Villa
Claudio Villa, rođen je kao Claudio Pica (Rim, 1. siječnja 1926. – Sanremo, 7. veljače 1987.), bio je talijanski pjevač.

## Životopis
Claudio Villa bio je vrhunski pjevač zabavne glazbe, (tzv. belkantist), tenor, rođen je u staroj rimskoj četvrti Trastevere 1926. 
Uz Domenica Modugna drži rekord u broju pobjeda na najprestižnijem talijanskom festivalu zabavne glazbe Sanremo, pobijedio je 1955. (Buongiorno tristezza), 1957. (Corde della mia chitarra), 1962. (Addio... addio) i 1967. (Non pensare a me).
Pored uspjeha na Sanremskom festivalu,  pobjeđivao je i na Canzonissimi,  televizijskom glazbenom natjecanju koju je organizirala nacionalna televizijska kuća RAI između 1956. – 1974. godine.
Pobijedio je na natjecanju 1964. s pjesmom O sole mio i 1966. s Granadom.
Sudjelovao je i na Pjesmi Eurovizije 1962. i 1967. Godine 1962. pjevao je pjesmu Addio, addio i bio deveti. 1967. pjevao je skladbu Non andare più lontano, i bio jedanaesti.
Umro je od srčanog udara 1987. za vrijeme druge večeri glazbenog festivala Sanremo.
U svojoj karijeri, snimio je preko 3000 pjesama, prodao preko 45 milijuna ploča i sudjelovao u 25 mjuzikla. Tri njegove izvedbe pjesama, Stornelli Amorisi, La Strada De Bosco i  Tic Ti Tic Ta glazbena podloga su popularnom filmu Velika noć.
- Na njegovom nadgrobnom spomeniku ugraviran je epitaf:  "Vita sei bella, morte fai schifo: "Živote lijep li si, odvratna smrti."